# Criciúma Esporte Clube
Criciúma Esporte Clube (ACF), poznat kao Criciúma, brazilski je nogometni klub iz brazilske savezne države Santa Catarina iz grada Criciúme.  Domaće utakmice igraju na stadionu Heriberto Hülse.
Natječu se u prvenstvu savezne države Sante Catarine. Osvojili su brazilski kup 1991., 2002. prvenstvo Serije B i 2006. prvenstvo Serije C. Slavne 1991. vodio ih je Felipe Scolari do osvajanja kupa i natjecanja u Copa Libertadores sljedeće godine, kad su osvojili 5. mjesto. 
Criciúma Esporte Clube osnovana je 13. svibnja 1947. godine kao Comerciário Esporte Clube. Zbog financijske krize klub je prestao djelovati 1960-ih. Bivši članovi obnovili su klub 1976, godine. 1978. godine promijenili su ime u Criciúma Esporte Clube, a današnje boje crna, žuta i bijela prihvaćene su 1984. goddine. Današnje boje Criciúme razlog su zbog čega ih zovu Tigre (tigar).

## Titule
- Copa do Brasil: 1

1991.
- Série B

pobjednik (1): 2002.
drugi (1): 2012.
- Série C

pobjednik (1): 2006.
- Campeonato Catarinense

pobjednik (10): 1968. (1), 1986., 1989., 1990., 1991., 1993., 1995., 1998., 2005., 2013.
drugi (7): 1982., 1987., 1994., 2001., 2002., 2007., 2008.
- Copa Santa Catarina

pobjednik (1): 1993.
drugi (1): 1998.

## Vanjske poveznice
- Službene stranice